# Vitbarkig kinesisk tall
Vitbarkig kinesisk tall, även känd som Pinus bungeana, är en tallväxtart som beskrevs av Joseph Gerhard Zuccarini och Stephan Ladislaus Endlicher. Pinus bungeana ingår i släktet tallar, och familjen tallväxter. IUCN kategoriserar arten globalt som livskraftig. Inga underarter finns listade i Catalogue of Life.

## Bildgalleri

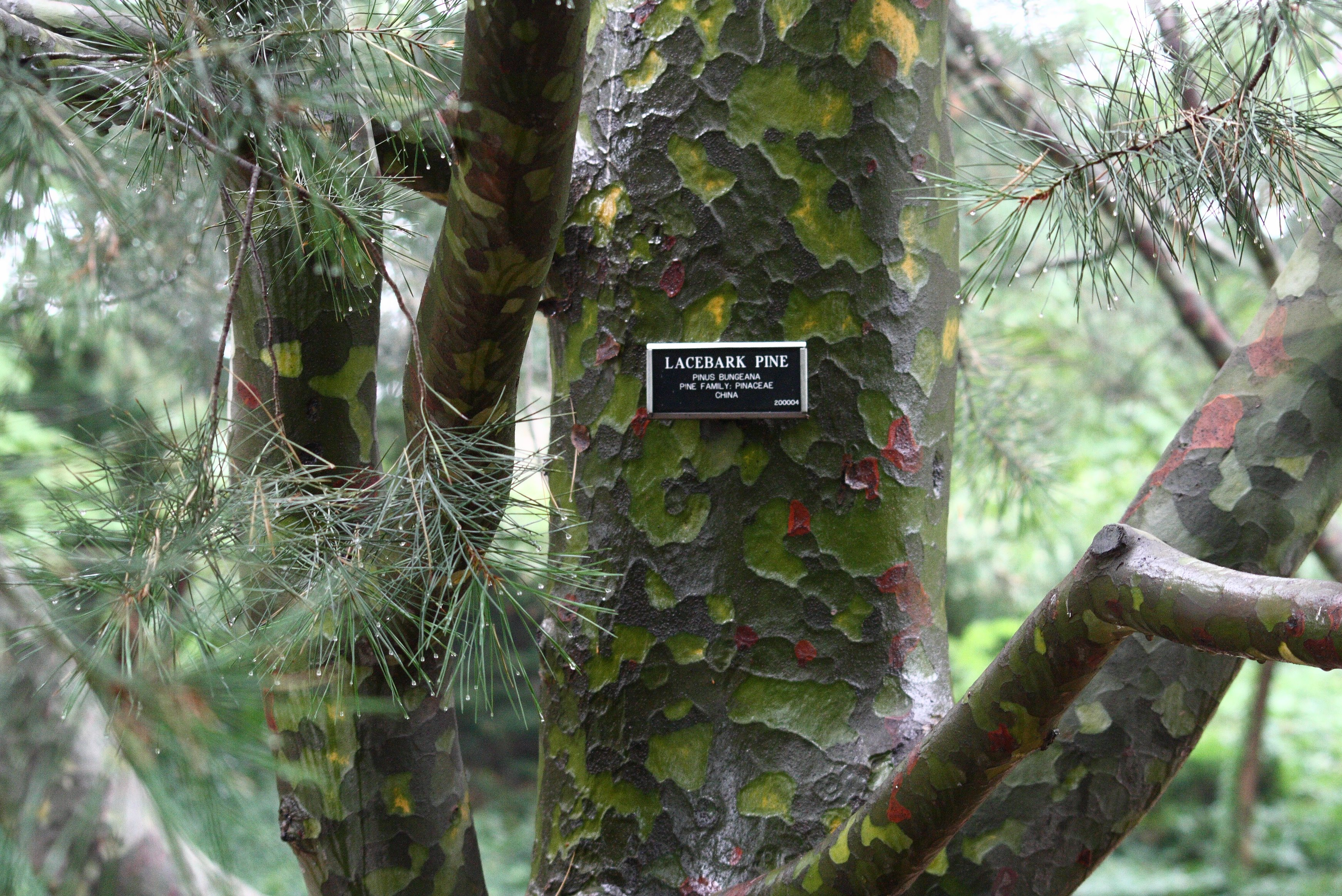
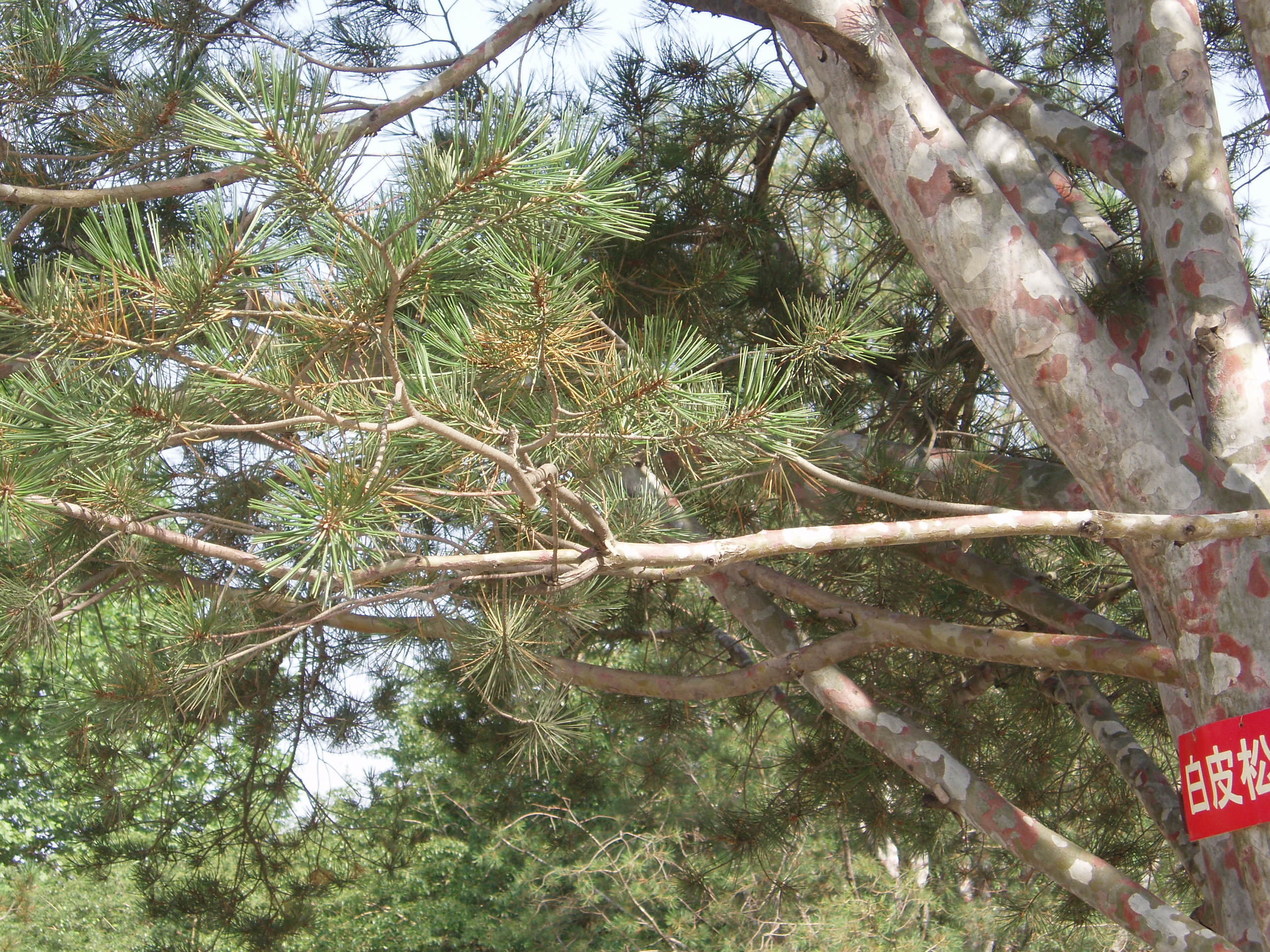
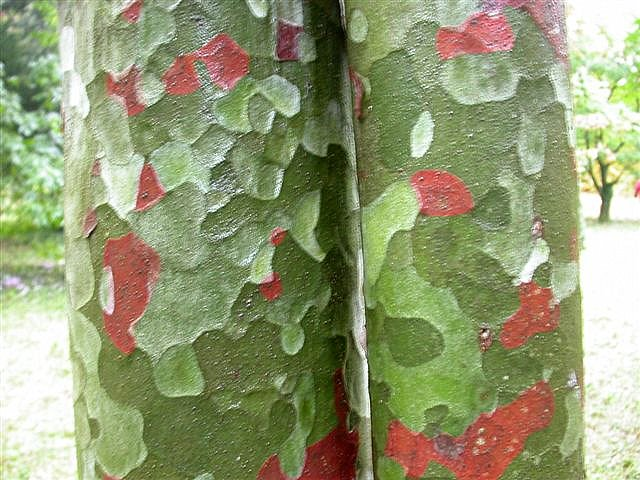
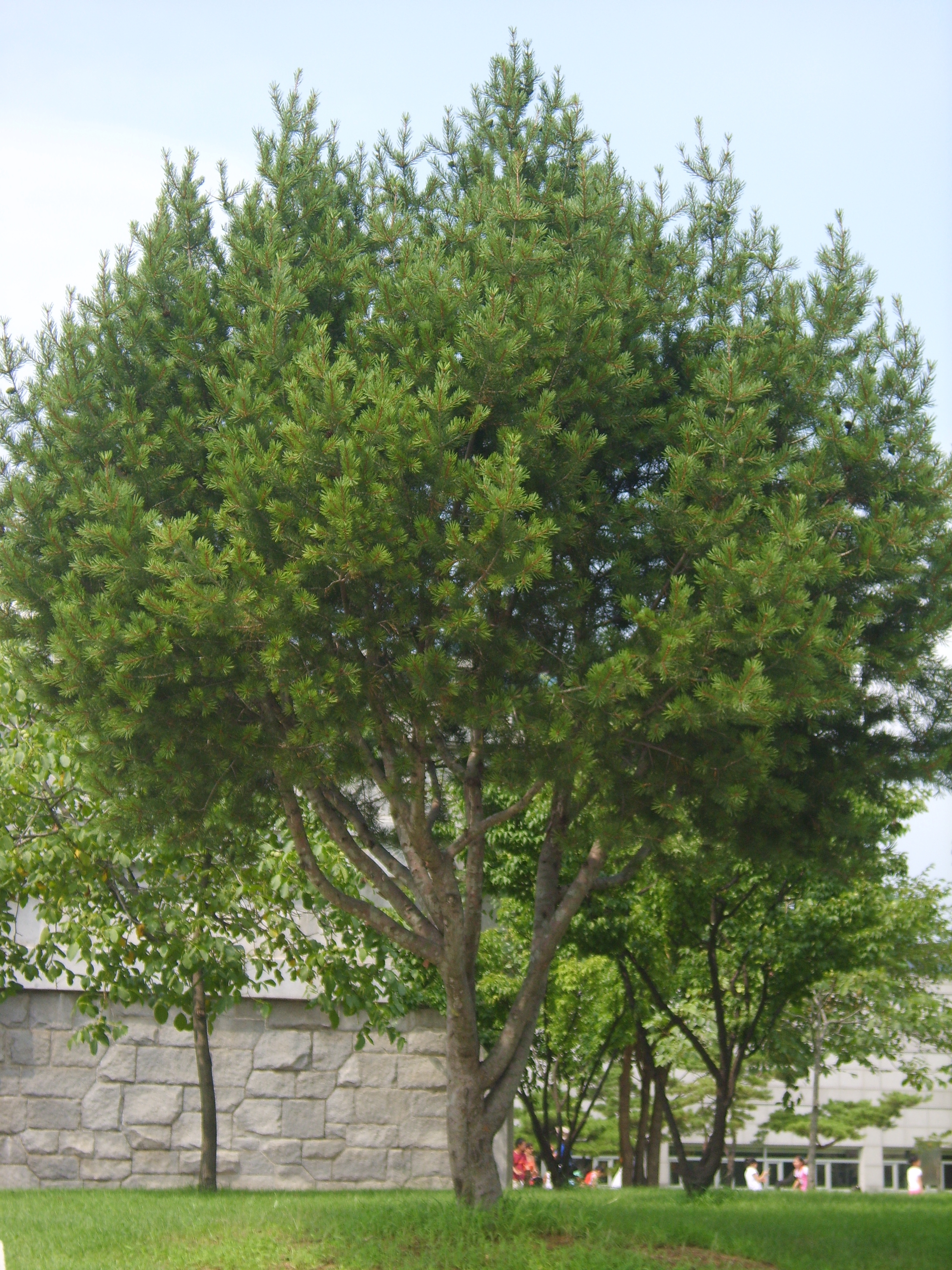
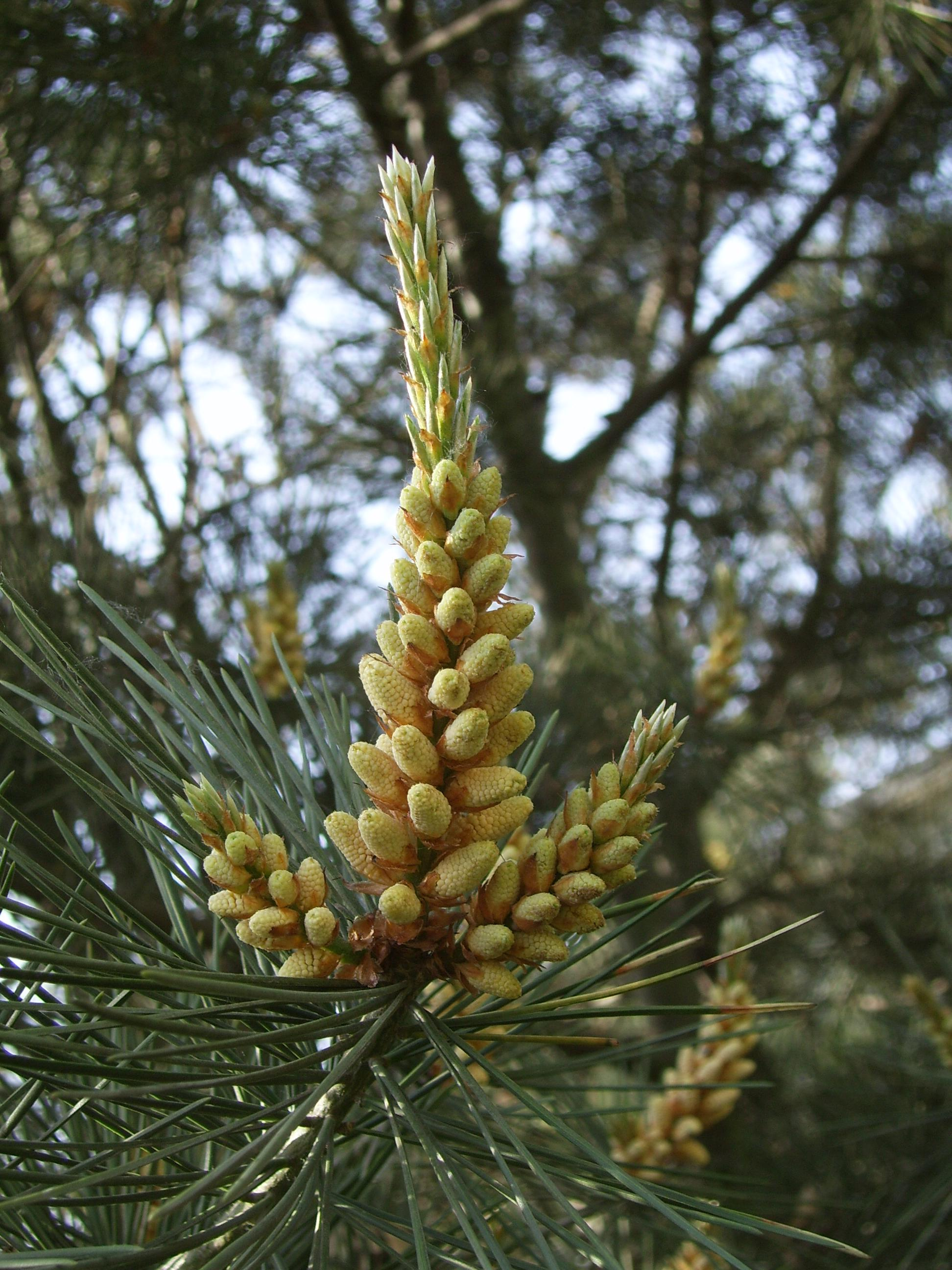
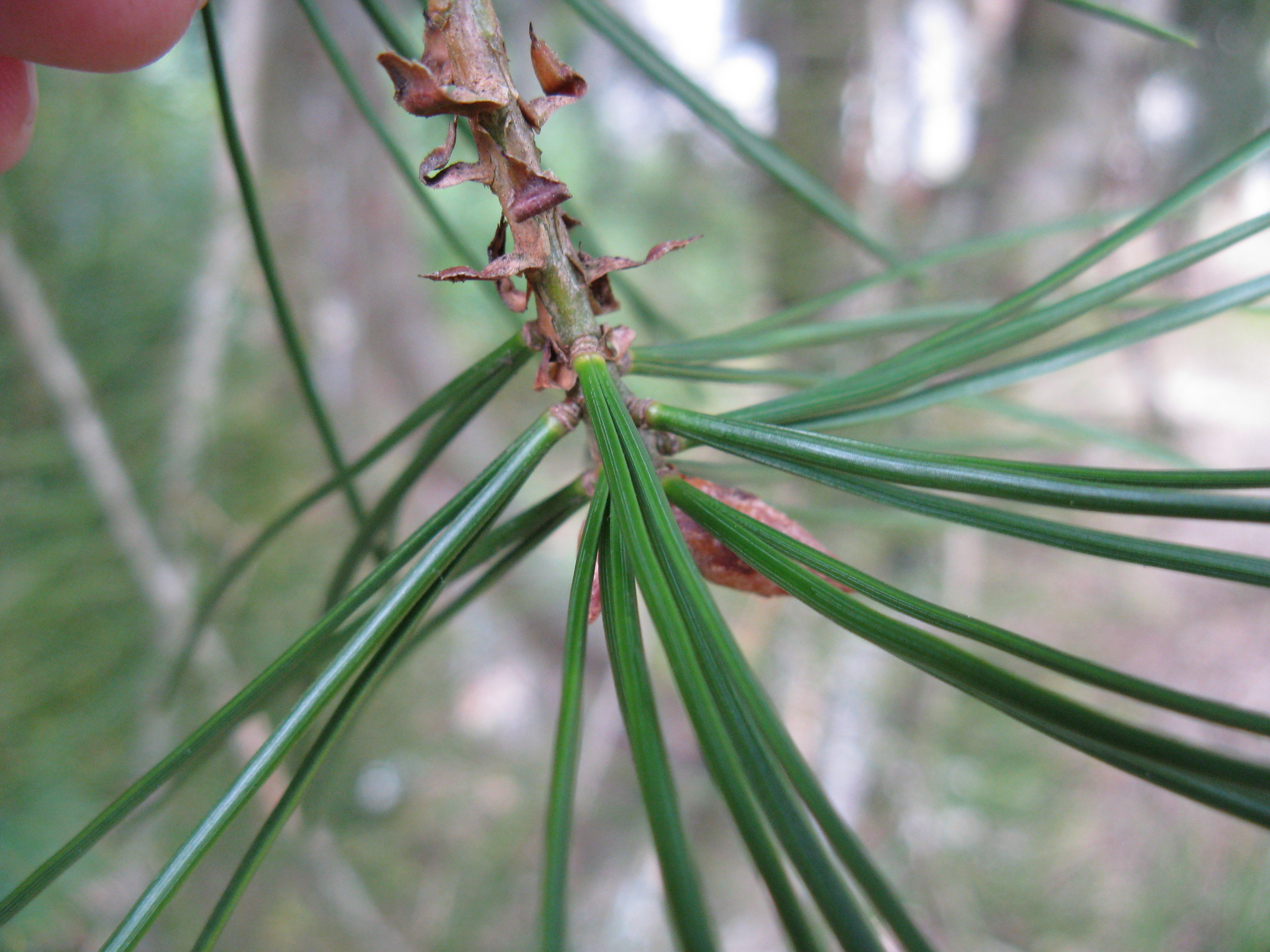